# Virginie Claes
Virginie Claes (Herk-de-Stad, 17 december 1982) was Miss België 2006 en daarnaast ook Miss Limburg 2006. Virginie is afkomstig uit Hasselt. Ze behaalde haar diploma handelsingenieur. 
In de zomer van 2006 ging ze op zoek naar een zwembad voor 'een frisse duik' in het programma Splash op VTM.
Sinds april 2009 heeft ze haar eigen rubriek in het Waalse tv-programma I Comme op RTL TVI.
Eind mei 2011 neemt ze eventjes de rol over van Anke Buckinx als sidekick van Wim Oosterlinck op Q-Music.
In 2012 huwde ze en kreeg het koppel hun eerste kind.